# Pratique anticoncurrentielle
 (décembre 2015).
Si vous disposez d'ouvrages ou d'articles de référence ou si vous connaissez des sites web de qualité traitant du thème abordé ici, merci de compléter l'article en donnant les références utiles à sa vérifiabilité et en les liant à la section « Notes et références ».

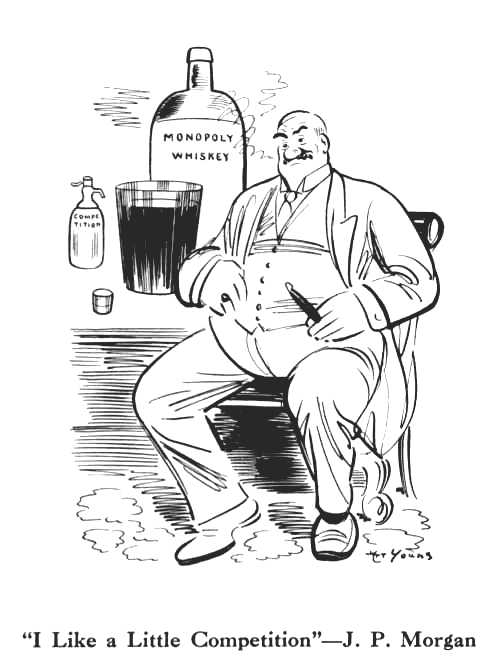
Caricature de J.P Morgan faisant référence au monopole financier.

Les pratiques anticoncurrentielles sont les atteintes à l'intérêt général de la concurrence qui ont un effet négatif sur le marché pertinent concerné. Elles sont interdites par le droit de la concurrence.
Les mécanismes de concurrence peuvent être affectés par des comportements anticoncurrentiels (ententes illicites, abus de position dominante ou de dépendance économique ou pratiques des prix abusivement bas ou prédateurs) ou par des structures anticoncurrentielles (concentrations).
Les comportements anticoncurrentiels relèvent de la fonction contentieuse de l'autorité de la concurrence (depuis la loi LME du 4 août 2008, et non plus du conseil de la concurrence), tandis que les structures anticoncurrentielles mises en place par des schémas de concentrations relèvent seulement de la fonction consultative du Conseil, la décision finale revenant au pouvoir politique.